# Frammia
Frammia – rodzaj stawonogów z wymarłej gromady trylobitów, z rzędu Phacopida.
Żyły w okresie syluru (ludlow).